# Chaptalia arechavaletae
Chaptalia arechavaletae là một loài thực vật có hoa trong họ Cúc. Loài này được Arechav. mô tả khoa học đầu tiên.